# Marx Rootschilt Tillermann
Marx Rootschilt Tillermann war eine Band aus dem Saarland, die sich auch gerne als The Singin’ Band bezeichnete. Ihre Musik war im Bereich Blues, Jazz und Folk angesiedelt, oft sparsam arrangiert, zeitweise auch a cappella.

## Bandgeschichte
Michael Marx und Gerdi Rootschilt haben 1974 die Band gegründet. Es folgten erste Auftritte mit Songs von Crosby, Stills & Nash, Bob Dylan, Eric Clapton und ersten eigenen Songs. 1975 kam Hubi Tillermann dazu und es folgten nun unter dem Bandnamen Marx Rootschilt Tillermann erste LP-Produktionen. Mit Amby Schillo (ab 1981) und Robby Jost (ab 1989) entwickelte sich die Band zu einem Quintett.
Ein Höhepunkt der Band war 1991 die Chartplatzierung des Liedes Colours of My Heart von der CD The Singin' Band, die schließlich zur Verleihung der Goldenen Europa 1991 für die Beste Nachwuchsband führte. Im April 1993 verließ Hubi Tillermann die Band und wanderte nach Irland aus. Nach 18 Jahren in Irland kehrte er 2011 in die Band zurück.
Mit dem Tournee-Programm The Songs of Crosby, Stills, Nash & Young hat die Band 2008 nach über 30 Jahren mit fast ausschließlich eigenen Titeln ihre eigenen Anfangsjahre nochmals aufgegriffen.
2017 löste Mitbegründer Michael Marx die Band auf. Im August 2022 starb er im Alter von 66 Jahren.

## Songs, Stil
Nach den Anfangsjahren mit Interpretationen der Songs von Crosby Stills & Nash, entwickelte die Band eigenen Songs im West-Coast-Stil.
In den nächsten Jahren wandelte sich die Band in eine Folk- und Pop-Vokalformation. Die Stilrichtung der eigene Songs bewegt sich in den Bereichen Blues, Jazz und Folk. Die Songs werden zumeist durch mehrstimmigen harmonischen Gesang getragen. Um 1990 überwiegt bei der Band der a cappella Gesang. In den folgenden Jahren wird dieser wieder mehr durch den Einsatz von Instrumenten, vor allem Gitarre und Percussion, unterstützt.
Die saarländische Band überzeugt bei ihren öffentlichen Auftritten auch durch spontane witzige Frozzeleien (typisch saarländische ironische Anspielungen) und parodistische Einschübe. So bezeichnet sich die Band auch selbst etwas ironisch als die „älteste junggebliebene Boygroup Deutschlands“.
Bis auf wenige Coverversionen sind auf den LPs und CDs nur Eigenkompositionen, zumeist von Marx und/oder Amby. Auch die Texte stammen bis auf wenige Ausnahmen von Bandmitgliedern.

## Diskografie
Alben
- 1976 – LP ever once before
- 1977 – LP Thoughts and Dreams
- 1979 – LP Wanderrings
- 1982 – LP Spielgefährten
- 1990 – CD The singin' Band (a-cappella)
- 1992 – CD Heartland
- 1997 – CD Nightingales and Butterflies

- 1998 – CD Four
- 2000 – CD For A Moment
- 2001 – CD The Early Tapes
- 2003 – CD Cool Walking
- 2006 – CD God save the Tillermen
- 2009 – CD The songs of CSNY
- 2014 – CD Barkmark

Singles
- 19xx – CD Single Dance with me
- 1997 – Maxi-CD Forever You

## Auszeichnungen
- 1984 – Gewinn der Harlekinade in Ludwigshafen am Rhein (Folkfestival)
- 1985 – Kunstpreis der Stadt Saarbrücken
- 1991 – Goldene Europa